# 槐安路
槐安路是中国河北省石家庄市的一条道路，西起鹿泉区，东至藁城区，是石家庄市主城区“四横八纵”路网的组成部分，同时属石家庄一环南线。二环内路段为小型车专用快速路，设计时速80km/h，自西向东由槐安大桥、安平桥、安建桥、青园桥、七星桥组成，是石家庄市第一条无灯控、全立交、全封闭的快速路。
2005年9月27日，槐安路斜拉桥工程竣工实现全线通车。槐安路工程是世界银行贷款城市交通项目的重点工程。该工程东起石家庄东二环，西至西二环，由原槐南路、元南路、仓安路组成，是贯穿石家庄南部市区的主要交通干道。整条道路总投资7.4亿，全长12.46公里。项目由石家庄市建设局负责施工组织，上海市政设计研究院设计，中铁十七局承担施工，上海建通公司负责监理。
2009年3月1日，石家庄槐安路改造工程全面开工，此次改造全长9667米，分为桥东和桥西两段施工，投资约13.5亿元，主路桥上双向四车道，桥下双向六车道，配备公交车道。项目于2009年6月30日竣工、7月1日通车，此次改造后槐安路高架桥将会成为石家庄第一条无灯控、全立交、全封闭的快速路。